# Molongum
Molongum là chi thực vật có hoa trong họ Apocynaceae.